# Marquesado de Cárdenas de Montehermoso
El marquesado de Cárdenas de Montehermoso es un título nobiliario español, creado por real decreto el 30 de octubre de 1764, y el subsiguiente real despacho de 3 de octubre de 1765, por el rey Carlos III, con el vizcondado previo del Valle de San José, para Agustín de Cárdenas y Castellón, por sus excepcionales servicios durante el asedio de esta ciudad por los ingleses.

## Titulares
|                                 | Titular                                     | Periodo                 |
| Creación por Carlos III         | Creación por Carlos III                     | Creación por Carlos III |
| ------------------------------- | ------------------------------------------- | ----------------------- |
| I                               | Agustín de Cárdenas y Castellón             | 1765-1771               |
| II                              | Gabriel de Cárdenas y Beltrán de Santa Cruz | 1771-1815               |
| III                             | Antonio María de Cárdenas y Zayas-Bazán     | 1815-1836               |
| IV                              | Gabriel María de Cárdenas y Beitía          | 1840-1858               |
| V                               | Antonio María de Cárdenas y Armenteros      | 1860-1865               |
| Rehabilitación por Alfonso XIII |                                             |                         |
| VI                              | María Josefa Armenteros de Peñalver         | 1917-1970               |
| VII                             | José Arturo Romero de Juseu y Armenteros    | 1972-1975               |
| VIII                            | Enrique Romero de Juseu y Armenteros        | 1978-2013               |
| IX                              | Esther María Romero de Juseu y Moreno       | 2014-2023               |
| X                               | Esther María Koplowitz y Romero de Juseu    | 2023-Actual             |

## Historia de los marqueses de Cárdenas de Montehermoso
- Agustín de Cárdenas y Castellón, (baut. catedral de La Habana, 3 de junio de 1724-8 de noviembre de 1771), I marqués de Cárdenas de Montehermoso, y regidor perpetuo del ayuntamiento de La Habana.[4]

Casó el 20 de julio de 1746 con Bárbara Beltrán de Santa Cruz y Aranda, hija de Gabrial Beltrán de santa Cruz y Valdespino, y de Antonia de Aranda Avellaneda y Estrada. Le sucedió su hijo:
- Gabriel María de Cárdenas y Beltrán de Santa Crúz (baut. catedral de La Habana, 22 de noviembre de 1759-La Habana, 3 de julio de 1815), II marqués de Cárdenas de Montehermoso y caballero de la Orden de Carlos III en 1791.[5] Fundó el pueblo de San Antonio Abad, hoy llamado San Antonio de los Baños.[6]

Casó el 13 de diciembre de 1775 con Juana Teresa de Zayas-Bazán y Santa Cruz. Le sucedió su hijo:
- Antonio María de Cárdenas y Zayas-Bazán (baut. catedral de La Habana, 7 de febrero de 1778-La Habana, 4 de septiembre de 1836), III marqués de Cárdenas de Montehermoso,[6] justicia mayor de San Antonio de los Baños, coronel del regimiento de infantería de milicias de La Habana, gentilhombre de cámara del rey, gran cruz de la Orden de Carlos III, gran cruz de la Orden de San Hermenegildo, y caballero de la Orden de Calatrava.[7]

Casó el 26 de noviembre de 1797, en La Habana, con María Josefa Beitia y O'Farrill. Le sucedió su hijo en 1840:
- Gabriel María de Cárdenas y Beitia (baut. Catedral de La Habana, 5 de febrero de 1803-La Habana, 7 de enero de 1858), IV marqués de Cárdenas de Montehermoso,[9] teniente coronel de infantería de milicias de La Habana, alcalde ordinario de esta ciudad u caballero de la Orden de Calatrava.[9]

Casó el 7 de enero de 1835 con María de los Dolores Armenteros y Armona, hija de Pedro Rafael Armenteros y Castellón y de María Josefa Armona y Lisundia. Le sucedió su hijo en 1860:
- Antonio María de Cárdenas y Armenteros (baut. La Habana, 11 de julio de 1839-La Habana, 8 de agosto de 1865, V marqués de Cárdenas de Montehermoso,[9] coronel de regimiento de infantería de La Habana y caballero de la Orden de Calatrava.[9]

Casó con María Ignacia Sotolongo y Daumy. Sin descendencia, le sucedió su sobrina nieta que rehabilitó el título en 1917:
Rehabilitación  en 1917
- María Josefa Armenteros de Peñalver (La Habana, 2 de noviembre de 1884-Madrid, 25 de mayo de 1970), VI marquesa de Cárdenas de Montehermoso[10] y VI marquesa de Casa Peñalver.[11] Era hija de María de los Desamparados de Peñalver y Cárdenas —hija de María Josefa de la Concepción de Cárdenas y Armenteros, hija primogénita del IV marqués de Cárdenas de Montehermoso, y de su esposo Sebastián José de Peñalver y Peñalver, IV marqués de Casa Peñalver—, y de su esposo Ricardo Adriano Armenteros y Ovando.[12]

Casó en Madrid, el 14 de febrero de 1908, con José de Jesús Romero de Juseu y Lerroux (1885-1966), natural de Cabra, Córdoba, gran cruz de la orden de San Gregorio el Magno, caballero secreto de capa y espada, y de la Hermandad de Nuestra Señora de la Caridad de Illescas. Le sucedió su hijo en 1972:
- José Arturo Romero de Juseu y Armenteros (La Habana, 9 de septiembre de 1912-Madrid, 9 de noviembre de 1975), VII marqués de Cárdenas de Montehermoso,[13] V marqués de Campo Florido y V  marqués de Bellavista. Sin descendencia, le sucedió su hermano en 1978:

- Enrique Romero de Juseu y Armenteros (Madrid, 24 de noviembre de 1917-23 de noviembre de 2013), VIII marqués de Cárdenas de Montehermoso,[14] VI marqués de Campo Florido y VI marqués de Bellavista.

Casó con Jacinta Moreno y Rodríguez. Le sucedió su hija en 2014:
- Esther María Romero de Juseu y Moreno, IX marquesa de Cárdenas de Montehermoso.[15]

Le sucedió por cesión, su prima en 2023:
- Esther María Koplowitz y Romero de Juseu (Madrid, 10 de agosto de 1950), X marquesa de Cárdenas de Montehermoso,[16] VIII marquesa de Casa Peñalver,[17] VII marquesa de Campo Florido y VII condesa de Peñalver.

Casó en primeras nupcias, en 1969, con Alberto Alcocer Torra. Contrajo un segundo matrimonio en 2003 con Fernando Falcó y Fernández de Córdoba, III marqués de Cubas.
Actual marquesa de Cárdenas de Montehermoso

## Árbol genealógico
| Leyenda                                        |
| ---------------------------------------------- |
| Titulares Conocidos sólo en Cuba Pretendientes |

| | | | | | |  |  | | | | | | |  |  | | | Agustín de Cárdenas y Castellón i marqués de Cárdenas de Montehermoso (1724-1771)                                                                | | | | | |  |  |                                                                                           |                                                                                           |                                                                                           |                                                                                           |                                                                                           |                                                                                           |                                                                      |                                                                      |  |  |  |  |  |  |  |  |  |  |  |  |  |  |  |  |  |  |  |  |  |  |  |  |  |  |  |  |
| | | | | | |  |  | | | | | | |  |  | | | | | | | | |  |  |                                                                                           |                                                                                           |                                                                                           |                                                                                           |                                                                                           |                                                                                           |                                                                      |                                                                      |  |  |  |  |  |  |  |  |  |  |  |  |  |  |  |  |  |  |  |  |  |  |  |  |  |  |  |  |
| | | | | | |  |  | | | | | | |  |  | | | | | | | | |  |  |                                                                                           |                                                                                           |                                                                                           |                                                                                           |                                                                                           |                                                                                           |                                                                      |                                                                      |  |  |  |  |  |  |  |  |  |  |  |  |  |  |  |  |  |  |  |  |  |  |  |  |  |  |  |  |
| | | | | | |  |  | Gabriel María de Cárdenas y Santa Crúz ii marqués de Cárdenas de Montehermoso (1751-1815)                                                                                      | Gabriel María de Cárdenas y Santa Crúz ii marqués de Cárdenas de Montehermoso (1751-1815)                                                                                      | Gabriel María de Cárdenas y Santa Crúz ii marqués de Cárdenas de Montehermoso (1751-1815)                                                                                      | Gabriel María de Cárdenas y Santa Crúz ii marqués de Cárdenas de Montehermoso (1751-1815)                                                                                      | Gabriel María de Cárdenas y Santa Crúz ii marqués de Cárdenas de Montehermoso (1751-1815)                                                                                      | Gabriel María de Cárdenas y Santa Crúz ii marqués de Cárdenas de Montehermoso (1751-1815)                                                                                      |  |  | | | | | | | | |  |  |                                                                                           |                                                                                           | Miguel de Cárdenas y Santa Crúz (1752-1801)                                               | Miguel de Cárdenas y Santa Crúz (1752-1801)                                               | Miguel de Cárdenas y Santa Crúz (1752-1801)                                               | Miguel de Cárdenas y Santa Crúz (1752-1801)                                               | Miguel de Cárdenas y Santa Crúz (1752-1801)                          | Miguel de Cárdenas y Santa Crúz (1752-1801)                          |  |  |  |  |  |  |  |  |  |  |  |  |  |  |  |  |  |  |  |  |  |  |  |  |  |  |  |  |
| | | | | | |  |  | Gabriel María de Cárdenas y Santa Crúz ii marqués de Cárdenas de Montehermoso (1751-1815)                                                                                      | Gabriel María de Cárdenas y Santa Crúz ii marqués de Cárdenas de Montehermoso (1751-1815)                                                                                      | Gabriel María de Cárdenas y Santa Crúz ii marqués de Cárdenas de Montehermoso (1751-1815)                                                                                      | Gabriel María de Cárdenas y Santa Crúz ii marqués de Cárdenas de Montehermoso (1751-1815)                                                                                      | Gabriel María de Cárdenas y Santa Crúz ii marqués de Cárdenas de Montehermoso (1751-1815)                                                                                      | Gabriel María de Cárdenas y Santa Crúz ii marqués de Cárdenas de Montehermoso (1751-1815)                                                                                      |  |  | | | | | | | | |  |  |                                                                                           |                                                                                           | Miguel de Cárdenas y Santa Crúz (1752-1801)                                               | Miguel de Cárdenas y Santa Crúz (1752-1801)                                               | Miguel de Cárdenas y Santa Crúz (1752-1801)                                               | Miguel de Cárdenas y Santa Crúz (1752-1801)                                               | Miguel de Cárdenas y Santa Crúz (1752-1801)                          | Miguel de Cárdenas y Santa Crúz (1752-1801)                          |  |  |  |  |  |  |  |  |  |  |  |  |  |  |  |  |  |  |  |  |  |  |  |  |  |  |  |  |
| | | | | | |  |  | | | | | | |  |  | | | | | | | | |  |  |                                                                                           |                                                                                           |                                                                                           |                                                                                           |                                                                                           |                                                                                           |                                                                      |                                                                      |  |  |  |  |  |  |  |  |  |  |  |  |  |  |  |  |  |  |  |  |  |  |  |  |  |  |  |  |
| | | | | | |  |  | Antonio María de Cárdenas y Zayas-Bazán iii marqués de Cárdenas de Montehermoso (1778-1836)                                                                                    | Antonio María de Cárdenas y Zayas-Bazán iii marqués de Cárdenas de Montehermoso (1778-1836)                                                                                    | Antonio María de Cárdenas y Zayas-Bazán iii marqués de Cárdenas de Montehermoso (1778-1836)                                                                                    | Antonio María de Cárdenas y Zayas-Bazán iii marqués de Cárdenas de Montehermoso (1778-1836)                                                                                    | Antonio María de Cárdenas y Zayas-Bazán iii marqués de Cárdenas de Montehermoso (1778-1836)                                                                                    | Antonio María de Cárdenas y Zayas-Bazán iii marqués de Cárdenas de Montehermoso (1778-1836)                                                                                    |  |  | María de la Encarnación de Cárdenas y Zayas-Bazán (1794-1822)                                                                                    | María de la Encarnación de Cárdenas y Zayas-Bazán (1794-1822)                                                                                    | María de la Encarnación de Cárdenas y Zayas-Bazán (1794-1822)                                                                                    | María de la Encarnación de Cárdenas y Zayas-Bazán (1794-1822)                                                                                    | María de la Encarnación de Cárdenas y Zayas-Bazán (1794-1822)                                                                                    | María de la Encarnación de Cárdenas y Zayas-Bazán (1794-1822)                                                                                    | | |  |  |                                                                                           |                                                                                           | Miguel de Cárdenas y Peñalver i marqués de Campo Florido (1793-1868)                      | Miguel de Cárdenas y Peñalver i marqués de Campo Florido (1793-1868)                      | Miguel de Cárdenas y Peñalver i marqués de Campo Florido (1793-1868)                      | Miguel de Cárdenas y Peñalver i marqués de Campo Florido (1793-1868)                      | Miguel de Cárdenas y Peñalver i marqués de Campo Florido (1793-1868) | Miguel de Cárdenas y Peñalver i marqués de Campo Florido (1793-1868) |  |  |  |  |  |  |  |  |  |  |  |  |  |  |  |  |  |  |  |  |  |  |  |  |  |  |  |  |
| | | | | | |  |  | Antonio María de Cárdenas y Zayas-Bazán iii marqués de Cárdenas de Montehermoso (1778-1836)                                                                                    | Antonio María de Cárdenas y Zayas-Bazán iii marqués de Cárdenas de Montehermoso (1778-1836)                                                                                    | Antonio María de Cárdenas y Zayas-Bazán iii marqués de Cárdenas de Montehermoso (1778-1836)                                                                                    | Antonio María de Cárdenas y Zayas-Bazán iii marqués de Cárdenas de Montehermoso (1778-1836)                                                                                    | Antonio María de Cárdenas y Zayas-Bazán iii marqués de Cárdenas de Montehermoso (1778-1836)                                                                                    | Antonio María de Cárdenas y Zayas-Bazán iii marqués de Cárdenas de Montehermoso (1778-1836)                                                                                    |  |  | María de la Encarnación de Cárdenas y Zayas-Bazán (1794-1822)                                                                                    | María de la Encarnación de Cárdenas y Zayas-Bazán (1794-1822)                                                                                    | María de la Encarnación de Cárdenas y Zayas-Bazán (1794-1822)                                                                                    | María de la Encarnación de Cárdenas y Zayas-Bazán (1794-1822)                                                                                    | María de la Encarnación de Cárdenas y Zayas-Bazán (1794-1822)                                                                                    | María de la Encarnación de Cárdenas y Zayas-Bazán (1794-1822)                                                                                    | | |  |  |                                                                                           |                                                                                           | Miguel de Cárdenas y Peñalver i marqués de Campo Florido (1793-1868)                      | Miguel de Cárdenas y Peñalver i marqués de Campo Florido (1793-1868)                      | Miguel de Cárdenas y Peñalver i marqués de Campo Florido (1793-1868)                      | Miguel de Cárdenas y Peñalver i marqués de Campo Florido (1793-1868)                      | Miguel de Cárdenas y Peñalver i marqués de Campo Florido (1793-1868) | Miguel de Cárdenas y Peñalver i marqués de Campo Florido (1793-1868) |  |  |  |  |  |  |  |  |  |  |  |  |  |  |  |  |  |  |  |  |  |  |  |  |  |  |  |  |
| | | | | | |  |  | | | | | | |  |  | | | | | | | | |  |  |                                                                                           |                                                                                           |                                                                                           |                                                                                           |                                                                                           |                                                                                           |                                                                      |                                                                      |  |  |  |  |  |  |  |  |  |  |  |  |  |  |  |  |  |  |  |  |  |  |  |  |  |  |  |  |
| | | | | | |  |  | | | | | | |  |  | | | | | | | | |  |  |                                                                                           |                                                                                           |                                                                                           |                                                                                           |                                                                                           |                                                                                           |                                                                      |                                                                      |  |  |  |  |  |  |  |  |  |  |  |  |  |  |  |  |  |  |  |  |  |  |  |  |  |  |  |  |
| | | | | | |  |  | Gabriel Antonio María de Cárdenas y Beitía iv marqués de Cárdenas de Montehermoso (1803-1858)                                                                                  | Gabriel Antonio María de Cárdenas y Beitía iv marqués de Cárdenas de Montehermoso (1803-1858)                                                                                  | Gabriel Antonio María de Cárdenas y Beitía iv marqués de Cárdenas de Montehermoso (1803-1858)                                                                                  | Gabriel Antonio María de Cárdenas y Beitía iv marqués de Cárdenas de Montehermoso (1803-1858)                                                                                  | Gabriel Antonio María de Cárdenas y Beitía iv marqués de Cárdenas de Montehermoso (1803-1858)                                                                                  | Gabriel Antonio María de Cárdenas y Beitía iv marqués de Cárdenas de Montehermoso (1803-1858)                                                                                  |  |  | | | Miguel María de Cárdenas y Cárdenas ii marqués de Campo Florido, ii marqués de Bellavista (1819-1886)                                            | Miguel María de Cárdenas y Cárdenas ii marqués de Campo Florido, ii marqués de Bellavista (1819-1886)                                            | Miguel María de Cárdenas y Cárdenas ii marqués de Campo Florido, ii marqués de Bellavista (1819-1886)                                            | Miguel María de Cárdenas y Cárdenas ii marqués de Campo Florido, ii marqués de Bellavista (1819-1886)                                            | Miguel María de Cárdenas y Cárdenas ii marqués de Campo Florido, ii marqués de Bellavista (1819-1886) | Miguel María de Cárdenas y Cárdenas ii marqués de Campo Florido, ii marqués de Bellavista (1819-1886) |  |  | Gabriel María de Cárdenas y Cárdenas i marqués de Bellavista (1820-1885) Sin descendencia | Gabriel María de Cárdenas y Cárdenas i marqués de Bellavista (1820-1885) Sin descendencia | Gabriel María de Cárdenas y Cárdenas i marqués de Bellavista (1820-1885) Sin descendencia | Gabriel María de Cárdenas y Cárdenas i marqués de Bellavista (1820-1885) Sin descendencia | Gabriel María de Cárdenas y Cárdenas i marqués de Bellavista (1820-1885) Sin descendencia | Gabriel María de Cárdenas y Cárdenas i marqués de Bellavista (1820-1885) Sin descendencia |                                                                      |                                                                      |  |  |  |  |  |  |  |  |  |  |  |  |  |  |  |  |  |  |  |  |  |  |  |  |  |  |  |  |
| | | | | | |  |  | Gabriel Antonio María de Cárdenas y Beitía iv marqués de Cárdenas de Montehermoso (1803-1858)                                                                                  | Gabriel Antonio María de Cárdenas y Beitía iv marqués de Cárdenas de Montehermoso (1803-1858)                                                                                  | Gabriel Antonio María de Cárdenas y Beitía iv marqués de Cárdenas de Montehermoso (1803-1858)                                                                                  | Gabriel Antonio María de Cárdenas y Beitía iv marqués de Cárdenas de Montehermoso (1803-1858)                                                                                  | Gabriel Antonio María de Cárdenas y Beitía iv marqués de Cárdenas de Montehermoso (1803-1858)                                                                                  | Gabriel Antonio María de Cárdenas y Beitía iv marqués de Cárdenas de Montehermoso (1803-1858)                                                                                  |  |  | | | Miguel María de Cárdenas y Cárdenas ii marqués de Campo Florido, ii marqués de Bellavista (1819-1886)                                            | Miguel María de Cárdenas y Cárdenas ii marqués de Campo Florido, ii marqués de Bellavista (1819-1886)                                            | Miguel María de Cárdenas y Cárdenas ii marqués de Campo Florido, ii marqués de Bellavista (1819-1886)                                            | Miguel María de Cárdenas y Cárdenas ii marqués de Campo Florido, ii marqués de Bellavista (1819-1886)                                            | Miguel María de Cárdenas y Cárdenas ii marqués de Campo Florido, ii marqués de Bellavista (1819-1886) | Miguel María de Cárdenas y Cárdenas ii marqués de Campo Florido, ii marqués de Bellavista (1819-1886) |  |  | Gabriel María de Cárdenas y Cárdenas i marqués de Bellavista (1820-1885) Sin descendencia | Gabriel María de Cárdenas y Cárdenas i marqués de Bellavista (1820-1885) Sin descendencia | Gabriel María de Cárdenas y Cárdenas i marqués de Bellavista (1820-1885) Sin descendencia | Gabriel María de Cárdenas y Cárdenas i marqués de Bellavista (1820-1885) Sin descendencia | Gabriel María de Cárdenas y Cárdenas i marqués de Bellavista (1820-1885) Sin descendencia | Gabriel María de Cárdenas y Cárdenas i marqués de Bellavista (1820-1885) Sin descendencia |                                                                      |                                                                      |  |  |  |  |  |  |  |  |  |  |  |  |  |  |  |  |  |  |  |  |  |  |  |  |  |  |  |  |
| | | | | | |  |  | | | | | | |  |  | | | | | | | | |  |  |                                                                                           |                                                                                           |                                                                                           |                                                                                           |                                                                                           |                                                                                           |                                                                      |                                                                      |  |  |  |  |  |  |  |  |  |  |  |  |  |  |  |  |  |  |  |  |  |  |  |  |  |  |  |  |
| María Josefa de Cárdenas y Armenteros marquesa consorte de Casa Peñalver "También conocida como marquesa de Cárdenas de Montehermoso" (1836-1902)               | María Josefa de Cárdenas y Armenteros marquesa consorte de Casa Peñalver "También conocida como marquesa de Cárdenas de Montehermoso" (1836-1902)               | María Josefa de Cárdenas y Armenteros marquesa consorte de Casa Peñalver "También conocida como marquesa de Cárdenas de Montehermoso" (1836-1902)               | María Josefa de Cárdenas y Armenteros marquesa consorte de Casa Peñalver "También conocida como marquesa de Cárdenas de Montehermoso" (1836-1902)               | María Josefa de Cárdenas y Armenteros marquesa consorte de Casa Peñalver "También conocida como marquesa de Cárdenas de Montehermoso" (1836-1902)               | María Josefa de Cárdenas y Armenteros marquesa consorte de Casa Peñalver "También conocida como marquesa de Cárdenas de Montehermoso" (1836-1902)               |  |  | Antonio María de Cárdenas y Armenteros v marqués de Cárdenas de Montehermoso (1839-1865) Sin descendencia                                                                      | Antonio María de Cárdenas y Armenteros v marqués de Cárdenas de Montehermoso (1839-1865) Sin descendencia                                                                      | Antonio María de Cárdenas y Armenteros v marqués de Cárdenas de Montehermoso (1839-1865) Sin descendencia                                                                      | Antonio María de Cárdenas y Armenteros v marqués de Cárdenas de Montehermoso (1839-1865) Sin descendencia                                                                      | Antonio María de Cárdenas y Armenteros v marqués de Cárdenas de Montehermoso (1839-1865) Sin descendencia                                                                      | Antonio María de Cárdenas y Armenteros v marqués de Cárdenas de Montehermoso (1839-1865) Sin descendencia                                                                      |  |  | | | | | | | | |  |  |                                                                                           |                                                                                           |                                                                                           |                                                                                           |                                                                                           |                                                                                           |                                                                      |                                                                      |  |  |  |  |  |  |  |  |  |  |  |  |  |  |  |  |  |  |  |  |  |  |  |  |  |  |  |  |
| María Josefa de Cárdenas y Armenteros marquesa consorte de Casa Peñalver "También conocida como marquesa de Cárdenas de Montehermoso" (1836-1902)               | María Josefa de Cárdenas y Armenteros marquesa consorte de Casa Peñalver "También conocida como marquesa de Cárdenas de Montehermoso" (1836-1902)               | María Josefa de Cárdenas y Armenteros marquesa consorte de Casa Peñalver "También conocida como marquesa de Cárdenas de Montehermoso" (1836-1902)               | María Josefa de Cárdenas y Armenteros marquesa consorte de Casa Peñalver "También conocida como marquesa de Cárdenas de Montehermoso" (1836-1902)               | María Josefa de Cárdenas y Armenteros marquesa consorte de Casa Peñalver "También conocida como marquesa de Cárdenas de Montehermoso" (1836-1902)               | María Josefa de Cárdenas y Armenteros marquesa consorte de Casa Peñalver "También conocida como marquesa de Cárdenas de Montehermoso" (1836-1902)               |  |  | Antonio María de Cárdenas y Armenteros v marqués de Cárdenas de Montehermoso (1839-1865) Sin descendencia                                                                      | Antonio María de Cárdenas y Armenteros v marqués de Cárdenas de Montehermoso (1839-1865) Sin descendencia                                                                      | Antonio María de Cárdenas y Armenteros v marqués de Cárdenas de Montehermoso (1839-1865) Sin descendencia                                                                      | Antonio María de Cárdenas y Armenteros v marqués de Cárdenas de Montehermoso (1839-1865) Sin descendencia                                                                      | Antonio María de Cárdenas y Armenteros v marqués de Cárdenas de Montehermoso (1839-1865) Sin descendencia                                                                      | Antonio María de Cárdenas y Armenteros v marqués de Cárdenas de Montehermoso (1839-1865) Sin descendencia                                                                      |  |  | | | | | | | | |  |  |                                                                                           |                                                                                           |                                                                                           |                                                                                           |                                                                                           |                                                                                           |                                                                      |                                                                      |  |  |  |  |  |  |  |  |  |  |  |  |  |  |  |  |  |  |  |  |  |  |  |  |  |  |  |  |
| María de los Desamparados de Peñalver y Cárdenas v marquesa de Casa Peñalver "También conocida como marquesa de Cárdenas de Montehermoso" (n.1864)              | | | | | |  |  | | | | | | |  |  | | | | | | | | |  |  |                                                                                           |                                                                                           |                                                                                           |                                                                                           |                                                                                           |                                                                                           |                                                                      |                                                                      |  |  |  |  |  |  |  |  |  |  |  |  |  |  |  |  |  |  |  |  |  |  |  |  |  |  |  |  |
| | | | | | |  |  | | | | | | |  |  | | | | | | | | |  |  |                                                                                           |                                                                                           |                                                                                           |                                                                                           |                                                                                           |                                                                                           |                                                                      |                                                                      |  |  |  |  |  |  |  |  |  |  |  |  |  |  |  |  |  |  |  |  |  |  |  |  |  |  |  |  |
| María Josefa Armenteros de Peñalver vi marquesa de Cárdenas de Montehermoso, vi marquesa de Casa Peñalver (1884-1970)                                           | | | | | |  |  | | | | | | |  |  | | | | | | | | |  |  |                                                                                           |                                                                                           |                                                                                           |                                                                                           |                                                                                           |                                                                                           |                                                                      |                                                                      |  |  |  |  |  |  |  |  |  |  |  |  |  |  |  |  |  |  |  |  |  |  |  |  |  |  |  |  |
| | | | | | |  |  | | | | | | |  |  | | | | | | | | |  |  |                                                                                           |                                                                                           |                                                                                           |                                                                                           |                                                                                           |                                                                                           |                                                                      |                                                                      |  |  |  |  |  |  |  |  |  |  |  |  |  |  |  |  |  |  |  |  |  |  |  |  |  |  |  |  |
| | | | | | |  |  | | | | | | |  |  | | | | | | | | |  |  |                                                                                           |                                                                                           |                                                                                           |                                                                                           |                                                                                           |                                                                                           |                                                                      |                                                                      |  |  |  |  |  |  |  |  |  |  |  |  |  |  |  |  |  |  |  |  |  |  |  |  |  |  |  |  |
| José Arturo Romero de Juseu y Armenteros vii marqués de Cárdenas de Montehermoso, v marqués de Campo Florido, v marqués Bellavista (1912-1975) Sin descendencia | José Arturo Romero de Juseu y Armenteros vii marqués de Cárdenas de Montehermoso, v marqués de Campo Florido, v marqués Bellavista (1912-1975) Sin descendencia | José Arturo Romero de Juseu y Armenteros vii marqués de Cárdenas de Montehermoso, v marqués de Campo Florido, v marqués Bellavista (1912-1975) Sin descendencia | José Arturo Romero de Juseu y Armenteros vii marqués de Cárdenas de Montehermoso, v marqués de Campo Florido, v marqués Bellavista (1912-1975) Sin descendencia | José Arturo Romero de Juseu y Armenteros vii marqués de Cárdenas de Montehermoso, v marqués de Campo Florido, v marqués Bellavista (1912-1975) Sin descendencia | José Arturo Romero de Juseu y Armenteros vii marqués de Cárdenas de Montehermoso, v marqués de Campo Florido, v marqués Bellavista (1912-1975) Sin descendencia |  |  | Esther María Romero de Juseu y Armenteros vii marquesa de Casa Peñalver (1914-1968)                                                                                            | Esther María Romero de Juseu y Armenteros vii marquesa de Casa Peñalver (1914-1968)                                                                                            | Esther María Romero de Juseu y Armenteros vii marquesa de Casa Peñalver (1914-1968)                                                                                            | Esther María Romero de Juseu y Armenteros vii marquesa de Casa Peñalver (1914-1968)                                                                                            | Esther María Romero de Juseu y Armenteros vii marquesa de Casa Peñalver (1914-1968)                                                                                            | Esther María Romero de Juseu y Armenteros vii marquesa de Casa Peñalver (1914-1968)                                                                                            |  |  | Enrique Romero de Juseu y Armenteros viii marqués de Cárdenas de Montehermoso, vi marqués de Campo Florido, vi marqués de Bellavista (1917-2013) | Enrique Romero de Juseu y Armenteros viii marqués de Cárdenas de Montehermoso, vi marqués de Campo Florido, vi marqués de Bellavista (1917-2013) | Enrique Romero de Juseu y Armenteros viii marqués de Cárdenas de Montehermoso, vi marqués de Campo Florido, vi marqués de Bellavista (1917-2013) | Enrique Romero de Juseu y Armenteros viii marqués de Cárdenas de Montehermoso, vi marqués de Campo Florido, vi marqués de Bellavista (1917-2013) | Enrique Romero de Juseu y Armenteros viii marqués de Cárdenas de Montehermoso, vi marqués de Campo Florido, vi marqués de Bellavista (1917-2013) | Enrique Romero de Juseu y Armenteros viii marqués de Cárdenas de Montehermoso, vi marqués de Campo Florido, vi marqués de Bellavista (1917-2013) | | |  |  |                                                                                           |                                                                                           |                                                                                           |                                                                                           |                                                                                           |                                                                                           |                                                                      |                                                                      |  |  |  |  |  |  |  |  |  |  |  |  |  |  |  |  |  |  |  |  |  |  |  |  |  |  |  |  |
| José Arturo Romero de Juseu y Armenteros vii marqués de Cárdenas de Montehermoso, v marqués de Campo Florido, v marqués Bellavista (1912-1975) Sin descendencia | José Arturo Romero de Juseu y Armenteros vii marqués de Cárdenas de Montehermoso, v marqués de Campo Florido, v marqués Bellavista (1912-1975) Sin descendencia | José Arturo Romero de Juseu y Armenteros vii marqués de Cárdenas de Montehermoso, v marqués de Campo Florido, v marqués Bellavista (1912-1975) Sin descendencia | José Arturo Romero de Juseu y Armenteros vii marqués de Cárdenas de Montehermoso, v marqués de Campo Florido, v marqués Bellavista (1912-1975) Sin descendencia | José Arturo Romero de Juseu y Armenteros vii marqués de Cárdenas de Montehermoso, v marqués de Campo Florido, v marqués Bellavista (1912-1975) Sin descendencia | José Arturo Romero de Juseu y Armenteros vii marqués de Cárdenas de Montehermoso, v marqués de Campo Florido, v marqués Bellavista (1912-1975) Sin descendencia |  |  | Esther María Romero de Juseu y Armenteros vii marquesa de Casa Peñalver (1914-1968)                                                                                            | Esther María Romero de Juseu y Armenteros vii marquesa de Casa Peñalver (1914-1968)                                                                                            | Esther María Romero de Juseu y Armenteros vii marquesa de Casa Peñalver (1914-1968)                                                                                            | Esther María Romero de Juseu y Armenteros vii marquesa de Casa Peñalver (1914-1968)                                                                                            | Esther María Romero de Juseu y Armenteros vii marquesa de Casa Peñalver (1914-1968)                                                                                            | Esther María Romero de Juseu y Armenteros vii marquesa de Casa Peñalver (1914-1968)                                                                                            |  |  | Enrique Romero de Juseu y Armenteros viii marqués de Cárdenas de Montehermoso, vi marqués de Campo Florido, vi marqués de Bellavista (1917-2013) | Enrique Romero de Juseu y Armenteros viii marqués de Cárdenas de Montehermoso, vi marqués de Campo Florido, vi marqués de Bellavista (1917-2013) | Enrique Romero de Juseu y Armenteros viii marqués de Cárdenas de Montehermoso, vi marqués de Campo Florido, vi marqués de Bellavista (1917-2013) | Enrique Romero de Juseu y Armenteros viii marqués de Cárdenas de Montehermoso, vi marqués de Campo Florido, vi marqués de Bellavista (1917-2013) | Enrique Romero de Juseu y Armenteros viii marqués de Cárdenas de Montehermoso, vi marqués de Campo Florido, vi marqués de Bellavista (1917-2013) | Enrique Romero de Juseu y Armenteros viii marqués de Cárdenas de Montehermoso, vi marqués de Campo Florido, vi marqués de Bellavista (1917-2013) | | |  |  |                                                                                           |                                                                                           |                                                                                           |                                                                                           |                                                                                           |                                                                                           |                                                                      |                                                                      |  |  |  |  |  |  |  |  |  |  |  |  |  |  |  |  |  |  |  |  |  |  |  |  |  |  |  |  |
| | | | | | |  |  | Esther María Koplowitz y Romero de Juseu x marquesa de Cárdenas de Montehermoso, viii marquesa de Casa Peñalver, vii marquesa de Campo Florido, vii condesa de Peñalver (1947) | Esther María Koplowitz y Romero de Juseu x marquesa de Cárdenas de Montehermoso, viii marquesa de Casa Peñalver, vii marquesa de Campo Florido, vii condesa de Peñalver (1947) | Esther María Koplowitz y Romero de Juseu x marquesa de Cárdenas de Montehermoso, viii marquesa de Casa Peñalver, vii marquesa de Campo Florido, vii condesa de Peñalver (1947) | Esther María Koplowitz y Romero de Juseu x marquesa de Cárdenas de Montehermoso, viii marquesa de Casa Peñalver, vii marquesa de Campo Florido, vii condesa de Peñalver (1947) | Esther María Koplowitz y Romero de Juseu x marquesa de Cárdenas de Montehermoso, viii marquesa de Casa Peñalver, vii marquesa de Campo Florido, vii condesa de Peñalver (1947) | Esther María Koplowitz y Romero de Juseu x marquesa de Cárdenas de Montehermoso, viii marquesa de Casa Peñalver, vii marquesa de Campo Florido, vii condesa de Peñalver (1947) |  |  | Esther María Romero de Juseu y Moreno ix marquesa de Cárdenas de Montehermoso                                                                    | Esther María Romero de Juseu y Moreno ix marquesa de Cárdenas de Montehermoso                                                                    | Esther María Romero de Juseu y Moreno ix marquesa de Cárdenas de Montehermoso                                                                    | Esther María Romero de Juseu y Moreno ix marquesa de Cárdenas de Montehermoso                                                                    | Esther María Romero de Juseu y Moreno ix marquesa de Cárdenas de Montehermoso                                                                    | Esther María Romero de Juseu y Moreno ix marquesa de Cárdenas de Montehermoso                                                                    | | |  |  |                                                                                           |                                                                                           |                                                                                           |                                                                                           |                                                                                           |                                                                                           |                                                                      |                                                                      |  |  |  |  |  |  |  |  |  |  |  |  |  |  |  |  |  |  |  |  |  |  |  |  |  |  |  |  |